# Ciclismo ai XX Giochi dei piccoli stati d'Europa
Le competizioni di ciclismo ai XX Giochi dei piccoli stati d'Europa si stanno svolgendo dal 27 al 31 maggio 2025.

## Calendario
| ● | Competizioni | ● | Finali |

| Maggio |    |    |    |    |
| 27     | 28 | 29 | 30 | 31 |
| 2      |    | 2  |    | 2  |

## Risultati

### Ciclismo su strada
| Evento             | Oro               | Prestazione | Argento     | Prestazione | Bronzo                | Prestazione |
| Uomini             |                   |             |             |             |                       |             |
| Corsa in linea     | Mats Wenzel       | 2:03:02     | Alex Kirsch | 2:03:27     | Kevin Velasquez       | 2:03:50     |
| Gara a squadre     | Lussemburgo       | 6:12:36     | Cipro       | 6:16:02     | Malta                 | 6:16:58     |
| Corsa a cronometro | Andreas Miltiadis | 19'34"31    | Alex Kirsch | 20'02"38    | Mats Wenzel           | 20'09"87    |
| Donne              |                   |             |             |             |                       |             |
| Corsa in linea     | Marie Schreiber   | 1:31:36     | Nina Berton | 1:31:36     | Valentina Venerucci   | 1:31:38     |
| Gara a squadre     | Lussemburgo       | 4:38:01     | Cipro       | 4:49:20     | Andorra               | 4:51:00     |
| Corsa a cronometro | Marie Schreiber   | 20'39"05    | Nina Berton | 21'39"74    | Hafdís Sigurðardóttir | 21'48"30    |

### Mountain bike
| Evento                  | Oro                                                              | Prestazione | Argento                                                   | Prestazione | Bronzo                                         | Prestazione |
| Uomini                  |                                                                  |             |                                                           |             |                                                |             |
| Cross country           | Romano Püntener                                                  | 1h24'18"    | Andreas Miltiadis                                         | 1h25'29"    | Felix Sprenger                                 | 1h26'01     |
| Cross country a squadre | Cipro Andreas Miltiadis Christodoulos Achas Georgios Kouzis      | 4'20"37"    | Liechtenstein Romano Püntener Felix Sprenger Flavio Knaus | 4h23'27"    | Andorra Xavier Jové Riart Oriol Pi Roger Turné | 4h33'22"    |
| Donne                   |                                                                  |             |                                                           |             |                                                |             |
| Cross country           | Ekaterina Kovalchuk                                              | 1h10'25"    | Liv Wenzel                                                | 1h12'10"    | Styliana Kamilari                              | 1h16'31"    |
| Cross country a squadre | Cipro Ekaterina Kovalchuk Styliana Kamilari Constantina Georgiou | 3h46'01"    | Andorra Jessica Cruz Naima Perisse Lorelei Torres         | 4h04'29"    | -                                              | -           |

## Medagliere
| Pos.   | Paese         | Oro | Argento | Bronzo | Totale |
| ------ | ------------- | --- | ------- | ------ | ------ |
| 1      | Lussemburgo   | 5   | 4       | 1      | 10     |
| 2      | Cipro         | 4   | 3       | 1      | 8      |
| 2      | Liechtenstein | 1   | 2       | 1      | 4      |
| 4      | Andorra       | 0   | 1       | 2      | 3      |
| 5      | Islanda       | 0   | 0       | 1      | 1      |
| 5      | San Marino    | 0   | 0       | 1      | 1      |
| 5      | Malta         | 0   | 0       | 1      | 1      |
| 5      | Monaco        | 0   | 0       | 1      | 1      |
| Totale | Totale        | 8   | 8       | 7      | 23     |